# Національне газетно-журнальне видавництво
Державне підприємство «Національне газетно-журнальне видавництво» — видавництво, підпорядковане Міністерству культури України. Станом на травень 2017 року видавало дві газети і п'ять журналів.

## Історія
Засноване у 1990 році як «Газетно-журнальне видавництво Міністерства культури і туризму України» відповідно до спільного наказу Міністерства культури та Державного Комітету по пресі УРСР від 16 серпня 1990 року № 271 «Про створення газетно-журнального видавництва Міністерства культури Української РСР».
У 1990—2009 до видавництва увійшли культурологічні та науково-популярні видання, засновником або співзасновником яких виступало Міністерство культури України.
У 2010 з нагоди 20 річниці від заснування Указом Президента України від 22 лютого 2010 року видавництву наданий статус національного. Згідно з цим указом видавництво отримало нову назву — «Національне газетно-журнальне видавництво».
У різні роки видавництво очолювали Іван Орендочка, Віталій Сатаренко, Вікторія Карасьова, Олеся Білаш, Роман Ратушний.

## Сучасність
Наказом Міністерства культури України від 28 жовтня 2015 року № 780/0/17-15 на посаду генерального директора Державного підприємства «Національне газетно-журнальне видавництво» призначено Андрія Щекуна.

## Видання
Газети:
- «Культура і життя». Передплатний індекс — 60969;
- «Кримська Світлиця». Передплатний індекс — 60296.

Журнали:
- «Музика». Передплатний індекс — 74310;
- «Пам'ятки України»: історія та культура. Передплатний індекс — 74401;
- «Театрально-концертний Київ». Передплатний індекс — 37112;
- «Український театр». Передплатний індекс — 74501;
- «Українська культура». Передплатний індекс — 95220.

У 2010 році видавництво виступило організатором інтернет-порталу «Культура», яке працює в форматі всеукраїнського ресурсного центру в сфері культурних індустрій та мистецтва. З 2015 до 2018 року портал працював в оновленому форматі за адресою http://cultua.media/

## Адреса
- Вул. Васильківська, 1, м. Київ, 03040, Україна.

## Керівництво
- Генеральний директор — Щекун Андрій Степанович (до квітня 2019 року).